# Нільтава китайська
Нільтава китайська (Cyornis glaucicomans) — вид горобцеподібних птахів родини мухоловкових (Muscicapidae). Мешкає в Китаї.

## Таксономія
Раніше китайська нільтава вважалася підвидом синьоголової нільтави, однак за результатами молекулярно-генетичного дослідження була визанана окремим видом.

## Поширення і екологія
Китайські нільтави гніздяться в Центральному і Південно-Східному Китаї, зимують на Малайському півострові. Вони живуть в тропічних і субтропічних і вологих сухих лісах, трапляються на болотах і в садах. 